# Борув (гмина)
Борув (пол. Borów) — сельская гмина (волость) в Польше, входит как административная единица в Стшелинский повет, Нижнесилезское воеводство. Население — 5267 человек (на 2004 год).

## Демография
| Перепись                       | Всего   | Всего | Женщины | Женщины | Мужчины | Мужчины |
| ------------------------------ | ------- | ----- | ------- | ------- | ------- | ------- |
| Единицы                        | человек | %     | человек | %       | человек | %       |
| Население                      | 5267    | 100   | 2650    | 50,3    | 2617    | 49,7    |
| Плотность населения (чел./км²) | 53,4    | 53,4  | 26,9    | 26,9    | 26,5    | 26,5    |

## Сельские округа
1. Бартошова
2. Боречек
3. Борек-Стшелиньски
4. Борув
5. Бжезица
6. Бжоза
7. Гловнин
8. Яксин
9. Еленин
10. Казимежув
11. Кемпино
12. Койенцин
13. Кренчкув
14. Курчув
15. Людув-Слёнски
16. Маньчице
17. Михаловице
18. Опатовице
19. Пётркув-Боровски
20. Роховице
21. Семянув
22. Стоги
23. Суховице
24. Свинобруд
25. Зеленице
26. Богушице
27. Унишув

## Соседние гмины
1. Гмина Доманюв
2. Гмина Йорданув-Слёнски
3. Гмина Кобежице
4. Гмина Кондратовице
5. Гмина Стшелин
6. Гмина Журавина